# علم بوتان

أول علم للبلاد عام 1949

علم بوتان (بالدزونكا: འབྲུག་ཡུལ་རྒྱལ་དར) يحتوي تنين أبيض بيده جوهرة على خلفية صفراء وبرتقالية مقسمة إلى مثلثين ناتجان عن تقسيم العلم بخط مائل من الزاوية السفلى من جهة ناصية العلم إلى الزاوية العلية من الجهة المقابلة. يذكر أن علم ويلز وعلم بوتان هما الوحيدان الذان يحويان شعار التنين في أعلامهما.

## التصميم
ينقسم العلم الحالي قطريًا المثلث العلوي أصفر والمثلث السفلي برتقالي. يتوسط العلم تنين كبير أبيض وأسود. يحمل التنين جوهرة في كل من مخالبه.
| النموذج اللوني                       | أصفر       | أصفر            | برتقالي     | برتقالي         | أبيض | أبيض           |
| ------------------------------------ | ---------- | --------------- | ----------- | --------------- | ---- | -------------- |
| رال                                  |            | RAL 9000 Yellow |             | RAL 3000 Orange |      | RAL 1000 White |
| النموذج اللوني سيان ماجنتا أصفر أسود | 0.15.94.0  | 0.60.100.0      | 0.0.0.0     |                 |      |                |
| بانتون                               | 116        | 165             | n/a (white) |                 |      |                |
| ألوان الويب                          | #FFCC33    | #FF4E12         | #FFFFFF     |                 |      |                |
| ألوان الويب                          | 255.213.32 | 255.78.18       | 255.255.255 |                 |      |                |

نسبة العلم هي 3:2. أعلنت حكومة بوتان عن المواصفات القياسية وهي:
- 21 قدم × 14 قدم (6.4 م × 4.3 م)
- 12 قدم × 8 قدم (3.7 م × 2.4 م)
- 6 قدم × 4 قدم (1.8 م × 1.2 م)
- 3 قدم × 2 قدم (0.9 م × 0.6 م)
- 9 بوصة × 6 بوصة (23 سـم × 15 سـم)، لأعلام السيارات.

## الرمزية
وفقًا للأحكام القانونية للعلم الوطني التي تمت الموافقة عليها في القرار 28 للدورة السادسة والثلاثين للجمعية الوطنية المنعقدة في 8 يونيو 1972، وكما أُعيد ذكره في دستور عام 2008، يرمز المثلث الأصفر إلى ملك بوتان. يرمز المثلث البرتقالي إلى البوذية، وخاصةً مدرستي دروكبا كاغيو ونينغما. ويرمز وضع التنين في وسط العلم يدل على الأهمية المتساوية لكل من التقاليد المدنية والرهبانية في مملكة بوتان وقوة الرابطة المقدسة بين الملك والشعب. يشير لون التنين الأبيض إلى نقاء الأفكار التي توحد جميع شعوب بوتان المتنوعة عرقيًا ولغويًا. تمثل الجواهر الموجودة في مخالب التنين ثروة بوتان وأمن شعبها وحمايته، بينما يرمز فم التنين المزمجر إلى التزام آلهة بوتان بالدفاع عن بوتان.